# Museo de la Guerra de Misrata
El Museo de la Guerra de Misrata contiene una colección de armas, fotos y objetos vinculados a la Guerra de Libia de 2011. Está situado en la ciudad libia de Misurata. 

## Fundación
Misrata fue una de las ciudades más cruelmente reprimidas por el régimen de Muamar el Gadafi durante la Guerra de Libia de 2011. Por ese motivo, cuando el conflicto terminó en el país y el dirigente libio fue derrotado, se decidió construir un museo para mostrar las armas usadas durante la guerra y para que la gente no "olvidase" lo ocurrido. Fue el primero de este estilo construido en Libia.
Se decidió instalar en la Calle Trípoli, donde se registaron los combates más intensos entre las fuerzas leales Gadafi y los rebeldes, y se dedicó a la memoria de Murad Ali Hasan Yaber, un camarógrafo de la cadena Al Jazeera muerto en Bengasi mientras informaba de la rebelión.
Inicialmente, el Museo fue gestionado por activistas voluntarios sin que ningún profesional guiara el trabajo. A pesar de ello, consiguió atraer a una media de 1.500 visitas semanales en los primeros meses.

## Colección

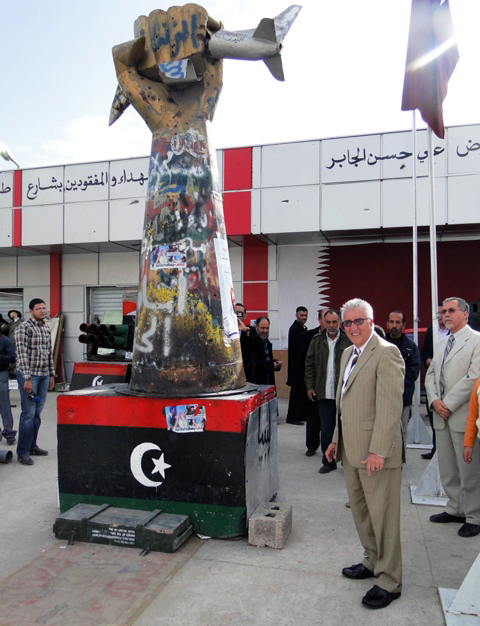
Escultura de un puño aplastando un caza estadounidense, expuesta en Misrata.

Los artículos exhibidos en el museo son en su mayoría símbolos del régimen que fueron traídos desde los baluartes de Gadafi (Trípoli y Sirte) a Misrata por las más de 200 brigadas de milicianos de la ciudad. Entre las piezas expuestas se encuentran:
- Escultura de un puño aplastando un caza de EE. UU. : antiguo monumento antiestadounidense construido por orden de Gadafi y emplazado originalmente en su residencia de Bab al-Azizia, (Trípoli).[5]

- Silla de Gadafi: fue usada por el líder libio durante su alojamiento en Sirte y, tras su muerte, los rebeldes la usaron para transportar el cadáver hasta Misrata.[5]

- Estatua de un águila: traída del cuartel de las brigadas de Salahaldin (Trípoli).

- Fotos de más de un millar de muertos y desaparecidos durante el gobierno de Gadafi.[5]

- Armamento y munición usado durante la guerra: balas de AK-47 y una bomba de media tonelada, así como varios cohetes, morteros, proyectiles, tanques de fabricación rusa y chalecos antibalas caseros.[5]

- Efectos personales de Gadafi: dos copias del Corán pertenecientes al líder libio, un juego de vajilla y varias botellas de bebidas alcohólicas (que supuestamente demuestran su alcoholismo, algo prohibido por el Islam).[6]

- El propio cadáver del dictador se expuso públicamente durante 5 días.[4]

En 2013, un grupo de voluntarios de la ONG Mines Advisory Group ayudó al museo a deshacerse de más de 363 artefactos explosivos que ponían en riesgo la seguridad de los visitantes.